# Die Welt von Narnia
C. S. Lewis erzählt in seiner Romanreihe Die Chroniken von Narnia Ereignisse aus der fiktiven Welt von Narnia. Dieser Artikel schildert diese Welt sowie die wesentlichen Orte, Landschaften, Völker und Figuren, die in den Romanen erwähnt werden.

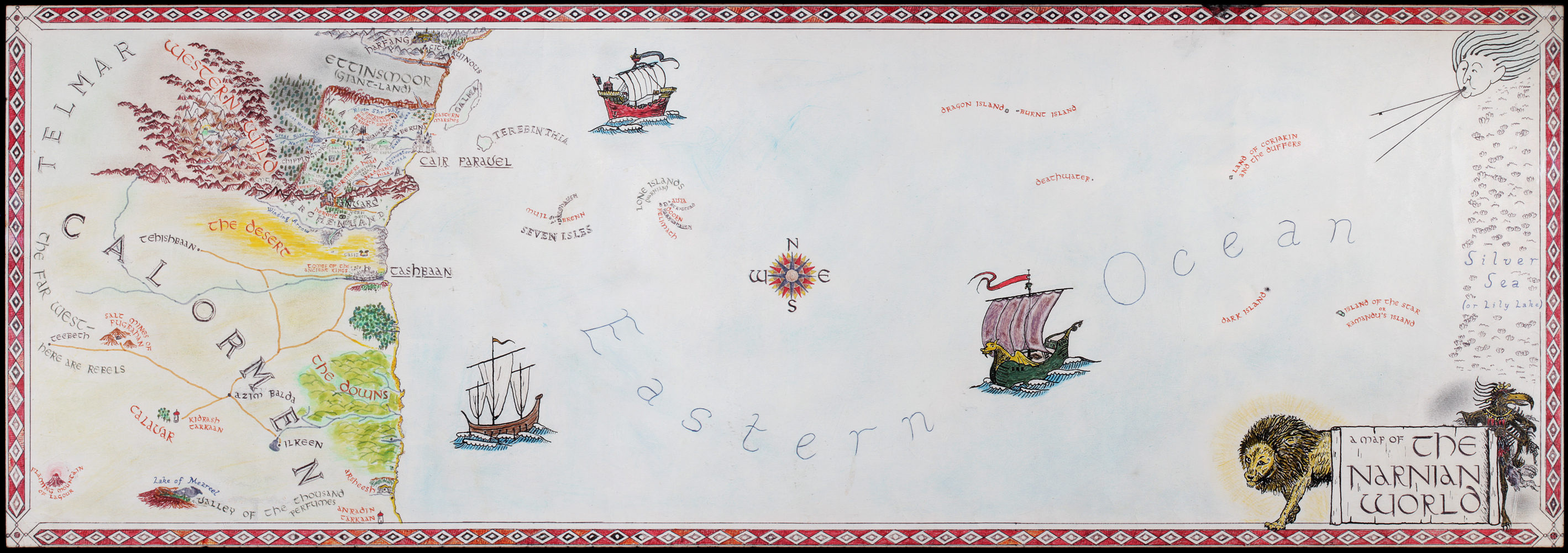
Eine Karte der Welt von Narnia

## Zeitablauf
Die Chroniken von Narnia sind in einem eigenen, vom Autor erdachten Weltentwurf angesiedelt. In diesem existiert eine unbekannte und riesige Zahl von Universen, zwischen denen Lebewesen durch mächtige Zauberei wechseln können. Die Zeitabläufe in den Universen sind voneinander unabhängig, so dass nach einem Jahr in dem einen Universum in der anderen Welt hundert oder tausend Jahre vergangen sein können, wie es in mehreren Romanen geschieht. So vergeht zwischen dem ersten und letzten Roman auf der realen Welt nur etwa ein halbes Jahrhundert, während in der fiktiven Welt Narnia mehrere tausend Jahre in die Lande ziehen, praktisch die ganze Bestehenszeit dieser Welt.
Eine Besonderheit des Wechsels zwischen Welten in den Narnia-Romanen ist, dass man in die eigene Welt stets in dem Alter zurückkehrt, in dem man sie verlassen hat, auch wenn man in der besuchten Welt um Jahre gealtert ist. Zeitsprünge nach hinten kommen außer bezüglich des Rückkehreralters jedoch nicht vor, und die Zeit läuft in allen Universen in die gleiche Richtung.

## Orte
Die Gestalt der Universen in Lewis’ fiktiver Welt ist sehr unterschiedlich. So ist die Welt von Narnia flach mit einem Rand, einer Himmelskuppel und einer Unterwelt, während die reale Welt gemäß den wissenschaftlichen Kenntnissen des 20. Jahrhunderts gestaltet ist. In fünf von sieben Narnia-Romanen sind nur zwei Universen, Narnia und die reale Welt, Handlungsschauplatz. Der größte Teil der Handlungen spielt in Narnia.

### Die Welt Narnia

#### Das Land Narnia
Narnia ist ein Land, das von Aslan (siehe unten) erschaffen wurde. Es wird von Menschen, sprechenden Tieren und weiteren Geschöpfen wie Sagengestalten, aber auch „normalen“ Tieren bewohnt. Das Land ist eine üppige und magische Naturlandschaft mit großen Wäldern, Wiesen und eingestreuten menschlichen Siedlungen, die im Laufe der Jahrhunderte wachsen. Der bekannteste Wald im Land ist das Laternendickicht an der Westgrenze, in dem seit Anbeginn Narnias eine von der Erde stammende Laterne steht, die Aslan beim Schöpfungsakt des Landes aus einem mitgebrachten Stück Laternenmetall geschaffen hat. Zentrum des Landes Narnia ist, außer in den ersten Jahrhunderten der Telmarer Herrschaft (siehe Geschichte), das mächtige Schloss Cair Paravel (in anderen Übersetzungen „Feeneden“) an der Küste des östlichen Meeres.
Zu Narnia gehört eine Reihe von Inseln im östlich von Narnia gelegenen Meer. Die am weitesten entfernten „Einsamen Inseln“ bestehen aus den Inseln Felimath, Doorn und Avra und werden von einem Gouverneur regiert. Weiterhin existieren die Inseln Galma und Terebinthia sowie eine Gruppe mit Namen „Die Sieben Inseln“, die näher an der narnianischen Küste liegen.
Vorbild in der realen Welt für die Landschaft in Narnia ist, nach Auskunft von Lewis selbst, Nordirland, wo dieser seine Jugend verbracht hat. Für den Namen hat er sich vom lateinischen Namen Narnia der heutigen italienischen Stadt Narni inspirieren lassen.

##### Cair Paravel
Cair Paravel, oder auch oft Feeneden genannt, ist ein Schloss an der Ostküste von Narnia an der Mündung des großen Stroms, in dem die Könige und Königinnen von Narnia herrschen. Erstmals wird das Schloss im Buch Der König von Narnia erwähnt, in dem es schon besteht. In dem Buch Prinz Kaspian von Narnia steht die Burgruine auf einer Insel im Meer und wird von den wieder zurückgerufen Pevensie-Kindern entdeckt. Im sechsten Band Der Silberne Sessel wird berichtet, dass das Schloss von Kaspian X. wieder aufgebaut worden ist. Im darauf folgenden Buch Der letzte Kampf ist das Schloss umgeben von einer Stadt. Während der Handlung des Buches werden das Schloss und die Stadt von den Kalormenen erobert. Das Wort Cair leitet sich vom walisischen cear ab, was im Englischen castle (deutsch: Schloss) bedeutet.

##### Beruna
Beruna ist eine Stadt am Großen Strom von Narnia. Die Stadt hat einen Hafen und gilt als wichtiger Militärstützpunkt während der Kriege und wird auch öfters im Bezug auf Schlachten erwähnt. Obwohl bei Beruna eine natürliche Furt existiert, wird im Buch Prinz Kaspian von Narnia im Auftrag von Miraz eine Brücke über den Großen Strom gespannt, da die Telmarer das Wasser fürchten. Nach der Schlacht am Steinernen Tisch wird sie von Aslan zerstört.

##### Biberdamm
Der Biberdamm ist ein Schauplatz, der während der Entstehung des Buchs Der König von Narnia von Herr und Frau Biber erbaut und vollendet wird. In späteren Büchern wird der Biberdamm oft als Handelszentrum im Laternendickicht erwähnt und spielt nach der Eroberung Narnias durch die Telmarer eine wichtige und zentrale Rolle für dessen Volk.

##### Miraz' Schloss
Das Schloss Miraz' ist während des Buchs Prinz Kaspian von Narnia der Hauptsitz und Wohnort des amtierenden Herrschers Miraz und seiner Gefolgsleute. Es war davor schon der Hauptsitz der Könige Kaspian VIII. und Kaspian IX. Das Schloss und die darum liegende Stadt sind von dem ehemaligen Schloss der weißen Hexe nicht weit entfernt. Das Hauptschloss und die Stadt sind durch eine Brücke voneinander getrennt und durch ein Tor bewacht. Nach der Krönung von Kaspian X. wird der Hauptsitz von Narnia wieder nach Cair Paravel verlegt.

##### Schloss der Weißen Hexe
Das Schloss der Weißen Hexe Jadis ist der Hauptsitz während ihrer Zeit als selbsternannte Königin von Narnia. Das Schloss liegt auf einer Insel inmitten eines Bergsees, die nur durch eine natürliche Brücke zu erreichen ist. Es ist umgeben von zwei sehr spitz zulaufenden Bergen im Norden Narnias. Im Innenhof des Schlosses und in weiteren inneren Räumen befinden sich viele in Stein verwandelte Tiere und Fabelwesen, die Jadis für gefährlich einstufte oder die gegen das Gesetz verstoßen hatten. Die Wände des Schlosses sind von Eis umrahmt, das langsam zu schmelzen beginnt als die Pevensie-Kinder in Narnia eintreffen, um den 100-jährigen Winter zu beenden. Nach der Tötung der Hexe durch Aslan bleibt das Schloss unbewohnt.

##### Laternendickicht
Das Laternendickicht ist ein bewaldetes Gebiet in dessen Mitte eine durch Aslan aus einem Bruchstück einer Londoner Laterne geschaffene Laterne steht. Es ist ein Schauplatz von vielen Geschehnissen, zum Beispiel landet Lucy Pevensie hier, nachdem sie durch den Schrank gegangen ist, und lernt den Faun Tumnus kennen.

#### Archenland
Archenland ist ein kleines Land südlich von Narnia und nördlich der großen Wüste, hinter welcher Kalormen liegt. Es wird von einem menschlichen König regiert, dessen Schloss Anvard das Zentrum des Landes darstellt. Archenland ist gebirgig und dünn besiedelt. Der größte Fluss heißt „Schlängenpfeil“ und durchquert das Land von Westen nach Osten. Archenland lebt traditionell im Frieden mit dem Land Narnia, mit dem südlichen Kalormen besteht aufgrund der dazwischen liegenden Wüste kaum Kontakt. Die Könige von Archenland stammen vom selben Ursprung wie die erste Dynastie Narnias (jüngere Linie des Hauses von Frank I. und Helena I.).

#### Kalormen
Kalormen ist ein riesiges Reich südlich von Narnia und Archenland jenseits einer großen Wüste. In der als sehr groß beschriebenen Hauptstadt Tashbaan regiert ein Herrscher mit der Bezeichnung Tisroc. Die menschlichen Bewohner von Kalormen, die Kalormenen, sind wesentlich zahlreicher als die von Archenland und Narnia. Sprechende Tiere und andere Fabelwesen gibt es dort jedoch nicht, sie sind nicht einmal bekannt. Das Land Kalormen hat teilweise einen orientalischen Charakter und ist streng hierarchisch organisiert. Unter dem Tisroc existiert eine mächtige Adelsschicht, die alle wichtigen Posten im Land besetzt. Am unteren Ende der Gesellschaft gibt es zahlreiche Sklaven. Dem Gott des Landes, Tash, haben die Kalormenen in Tashban einen Tempel gebaut. Eine weitere „Sehenswürdigkeit“ der Hauptstadt sind riesige, bienenstockförmige Grabanlagen für alle verstorbenen Tisrocs am Nordrand der Stadt. Tash, dem Gott Kalormens, werden im Land auch Menschenopfer dargebracht. Die kalormenische Gesellschaft ist patriarchalisch organisiert, alle wichtigen Posten sind von Männern besetzt. Selbst adelige Frauen, die im Luxus leben, haben keinerlei Mitspracherecht, nicht einmal bei der Ehegattenwahl.

#### Die Wilden Lande des Nordens
Die Wilden Lande des Nordens sind ein subarktisches Gebiet nördlich von Narnia. Es ist nur dünn besiedelt, und als einzige intelligente Wesen leben dort Riesen. Deren ruinenartige Stadt Harfang ist die einzige in den Romanen erwähnte Stadt in den Wilden Landen des Nordens. Südlich von Harfang befindet sich eine Ruinenstadt unter der ein Weg ins Unterland beginnt. Neben einer kargen Landschaft existiert im Süden das riesige Ettinsmoor, das ebenfalls von Riesen bewohnt wird, die aber dümmer sind, als die Riesen in Harfang. Die Grenze zwischen Narnia und den Wilden Landen des Nordens bildet der Fluss Scribble.

#### Die Wilden Lande des Westens
Die Wilden Lande des Westens sind durch eine nahezu unüberwindliche Bergkette vom Land Narnia getrennt und deshalb nur in wenigen Romanen erwähnt. In der Region befindet sich ein magischer Garten, der gegen Anfang und Ende der Welt Narnia eine zentrale Rolle spielt.

#### Telmar
Jenseits der Wilden Lande des Westens liegt Telmar. Die Telmarer erobern unter Kaspian I. Narnia (daher: Kaspian der Eroberer). Von ihm stammen alle folgenden Könige ab. Die Telmarer kommen eigentlich aus unserer Welt: von einer Pirateninsel in der Südsee, auf der sich ein Tor nach Narnia befindet. Einen Teil von ihnen schickt Aslan wieder dorthin zurück.

#### Unterland
Unterland liegt tief unter der Erde und ist ein weit verzweigtes Höhlen- und Gangsystem mit einem unterirdischen Meer. In der Zeit, in der Der silberne Sessel spielt, um die Regierungszeit Kaspian des Zehnten, wird es von der grünen Hexe regiert und wird nach ihrem Tod weitgehend überflutet. Im Unterland schlummern auch die Wesen (zum Beispiel Vater Zeit), die später an der Apokalypse Narnias beteiligt sein werden. Diese bleiben von der Überflutung verschont.

#### Inseln am Ende der Welt
Jenseits der „Einsamen Inseln“ gibt es im Osten weitere Inseln, die nah an Narnias Grenze liegen. Sie werden von König Kaspian X. auf einer Expedition erforscht. Die hiervon am westlichsten gelegene Dracheninsel wird für Narnia in Besitz genommen, östlicher liegen die „Verbrannte“ Insel, die Todeswasserinsel, die Insel der Tölpelbeiner, die Dunkle Insel, Ramandus' Insel und das Letzte Meer mit unter Wasser lebenden Bewohnern. Hinter dem letzten Meer liegt Aslans Land, das man aber wegen einer großen Wasserwand nicht sehen kann.

### Die Welt Charn
Charn ist der Name einer sterbenden Welt und deren gewaltiger Metropole im Roman „Das Wunder von Narnia“, neben der es noch weitere Städte wie Felinda, Sorlois und Bramandin gegeben hat. Charn wird gegen Ende ihres Bestehens von Jadis, der ältesten Tochter des Königs, regiert. Nach einem fürchterlichen Kampf gegen ihre Schwester um die Macht tötet sie kurz vor einer drohenden Niederlage mit einem Zauber, dem unaussprechlichen Wort, sämtliche Menschen und Tiere, um die Macht für sich zu behalten. Jadis selbst fällt in eine Art Schlaf im Saal der Ahnenbilder, aus dem sie durch Reisende aus der realen Welt erweckt wird und mit ihnen Charn verlässt. Charn selbst verfällt nach der Abreise seiner letzten Bewohnerin, und seine riesige rote Sonne verlischt. Im Wald zwischen den Welten verschwindet parallel dazu der zur Welt gehörige Teich als Zeichen ihrer Zerstörung.

### Die reale Welt
Teile nahezu aller Romane spielen in der realen Welt. Handlungsschauplatz ist England zwischen dem späten 19. und der Mitte des 20. Jahrhunderts, sowohl London als auch das ländliche England. Im ersten Band warnt Aslan die Kinder Digory und Polly, dass ihre Welt vielleicht so sein wird wie Charn. Damit meint er den Ersten Weltkrieg und mahnt vor Hitler.

### Das Land Aslans
Das Land Aslans ist eine außergewöhnliche Welt, losgelöst von den „normalen“ Universen Lewis’ Welt. Zum einen wird sie östlich vom Rand von Narnia, andererseits völlig außerhalb von Narnia und faktisch jenseitig charakterisiert. Es ist eine idealisierte Welt, vergleichbar mit einem gebirgigeren Garten Eden, dessen König Aslan ist.

### Der Wald zwischen den Welten
Dieser Wald ist eine Zwischenwelt, in der es außer den Laubbäumen viele kleine Teiche gibt, über die man in verschiedene Welten gelangen kann. Dort wachsen neben den Bäumen nur Gräser und niedere Pflanzen, aber es leben keinerlei Tiere oder höhere Wesen. Es herrscht eine angenehme Stille im Wald. Obwohl man den Himmel wegen des dichten Laubdachs der Bäume nicht sehen kann, ist alles in ein eigentümliches, grünliches Licht getaucht. Hält man sich dort zu lange auf, ohne etwas zu tun, verfällt man in einen ewigen Dämmerschlaf. Sobald  eine Welt vor dem Ende steht, versiegt der Teich zu dieser.
Erwachsene die den Wald betreten, können sich nach dem Verlassen nicht mehr an die Zeit im Wald erinnern. Im „Wunder von Narnia“ bringen Zauberringe die Kinder, ihren Onkel und die Hexe in diesen Wald, von wo aus sie bei der Entstehung Narnias landen.

## Geschichte von Narnia
Da die Narnia-Romane für sich stehen und keine „begleitende“ Literatur des Autors über die Geschichte seiner Welt oder ihre Hintergründe vorliegt, existiert ein lückenloser zumindest grober Geschichtsverlauf nur für das Land Narnia selbst, welches am häufigsten Handlungsschauplatz der sieben Romane der Chronik ist und meistens in ihrem Zentrum steht. Von der Geschichte der anderen Länder in der Welt Narnia sind nur Bruchstücke bekannt, die in dem einen oder anderen Roman erwähnt werden.

### Von der Erschaffung Narnias bis zur Herrschaft der Weißen Hexe
Am Anfang erschafft Aslan die Welt Narnia und die darauf lebenden Tiere. Das Böse bringen in Form der Hexe Jadis menschliche Besucher unbeabsichtigt mit in die Welt. Die ersten Könige des Landes Narnia – wobei hier zwischen Welt und Land noch nicht unterschieden wird – werden die von der Erde gekommenen Frank I. und Helen I. Sie und ihre Nachkommen regieren für viele Jahrhunderte in der älteren Linie das Land Narnia und in der jüngeren Archenland. Ihre Herrschaft wird im Land Narnia von einem magischen Baum beschützt, der den Einfluss des Bösen aus seinem Umkreis fernhält. Später erobert Jadis, die weiße Hexe, das Land mit Hilfe von bösartigen mystischen Wesen und bringt den ewigen Winter über Narnia. Sie regiert über das Land Narnia hundert Jahre. Während dieser Zeit wird erstmals Kalormen erwähnt, das zu dieser Zeit jedoch bereits seit mehreren Jahrhunderten bestehen muss.

### Von den Goldenen Jahren zur telmarischen Invasion
Nach 100 Jahren Winter kommen Peter, Susan, Edmund und Lucy von der realen Welt nach Narnia, besiegen Jadis und werden selbst Könige von Narnia. Ihre Regierungszeit wird die Blüte des alten Narnia und später als die „Goldenen Jahre“ bekannt. In dieser Zeit verhindern sie eine Invasion Archenlands durch Kalormenen, deren langfristiges Ziel auch die Eroberung von Narnia ist. Nach 15 Jahren verschwinden die vier Könige. Einige Jahrhunderte später fallen von Westen kommend die Telmarer, ein menschliches Volk, unter ihrem König Kaspian I. in das Land ein. Sie erobern das ganze Land Narnia und machen die Menschen zur beherrschenden Rasse im Land. Die vorherige Bevölkerung, vor allem die sprechenden Tiere und mystischen Wesen, wird von ihnen getötet oder in die Wälder vertrieben.

### Von der Herrschaft der Telmarer zu Kaspian X.
Die Telmarer herrschen weitere Jahrhunderte, bis seit den Goldenen Jahren ein Jahrtausend vergangen ist. Die alten Narnianen haben sich in den Wäldern versteckt oder tarnen sich. Als der Thronräuber Miraz die Dynastie der Nachfahren Kaspians I. unterbrechen will, verbündet sich Prinz Kaspian mit den alten Narnianen, den Königen und Königinnen der alten Zeit (Peter, Susan, Edmund und Lucy) und besiegt unter anderem mit Aslans Hilfe die telmarischen Truppen, die dem Thronräuber gefolgt sind. Als König Kaspian X. leitet der vorherige Prinz einen Wechsel ein und versöhnt die Mehrheit der Telmarer mit den sprechenden Tieren und Fabelwesen des alten Narnia, während die übrigen Telmarer Narnia verlassen. König Kaspian X. unternimmt daraufhin noch eine große Expedition über das östliche Meer und stabilisiert und erweitert seine Herrschaft über die dortigen Inseln.

### Vom Angriff der Unterwelt bis zu Narnias Apokalypse
Der Sohn Kaspians X., Prinz Rilian, verhindert gemeinsam mit Eustachius und Jill von der realen Welt eine Invasion Narnias aus dem Unterland, einer von der grünen Hexe beherrschten unterirdischen Welt. In den 250 Jahren unter der Herrschaft seiner Nachfolger leben die Narnianen noch einmal in Glück und Eintracht. Das Ende des Landes und der Welt Narnia wird durch den Betrug des Affen Listig eingeleitet. Er gibt den verkleideten Esel Wirrkopf als Aslan aus und vermischt den Aslan-Kult mit dem des bösen kalormenischen Gottes Tash. Im Bund mit Kalormen und einigen Narnianen entmachtet er den letzten narnianischen König Tirian, zerstört Teile der magischen Wälder von Narnia und verkauft Teile der Bevölkerung in die Sklaverei. Die Kalormenen erobern das Land und liefern Tirian und seinen Anhängern eine große Schlacht. Kurz bevor dessen Lage aussichtslos wird und das Böse die Herrschaft über ganz Narnia antritt, veranlasst Aslan einen apokalyptischen Untergang der Welt, wobei die ihm Getreuen in ein jenseitiges und idealisiertes neues Narnia gerettet werden. Als Zeichen des Untergangs Narnias versiegt der Teich im Wald zwischen den Welten.

## Figuren in Narnia
In der Welt von Narnia leben in Lewis’ Romanen sowohl gewöhnliche Menschen und Tiere als auch Wesen aus dem Bereich der Märchen wie sprechende Tiere, Hexen oder Riesen. Weiterhin gibt es Wesen aus alten Mythen (zum Beispiel griechische Mythologie, germanische Mythologie) und neben dem Schöpfer Aslan weitere, wenn auch kleinere Gottheiten. Hier werden im Zusammenhang der Zugehörigkeit zu Völkern auch die wichtigsten Charaktere aus den Narnia-Romanen erwähnt.

### Menschen

#### Die Reisenden zwischen den Welten
Die Reisenden zwischen den Welten sind sämtlich Charaktere aus der realen Welt, die auf magischem Wege nach Narnia und wieder zurück reisen. In der realen Welt zum Zeitpunkt der Reise überwiegend gewöhnliche Kinder, werden sie in Narnia fast immer zu Helden, deren Mythos noch für Jahrhunderte fortlebt. Sie schöpfen aus der Umgebung von Narnia eine Kraft, die sie zu Leistungen befähigt, die in der realen Welt nicht möglich gewesen wären. Hier alle Reisenden aus den sieben Romanen der Chronik:

##### Die ersten Reisenden
Polly Plummer (1889–1949) und Digory Kirke (1888–1949) sind im Roman Das Wunder von Narnia als Kinder im Jahre 1900 durch einen Zauberring von Digorys Onkel Andrew Ketterley zunächst unfreiwillig in den „Wald zwischen den Welten“ gelangt. Von dort kommen sie in die Welt Charn und „befreien“ dort unbeabsichtigt die Hexe Jadis, die sie aus dem zusammenstürzenden Schloss rettet. Als die Kinder beschließen, zurück nach England zu gehen, nehmen sie die Hexe unbeabsichtigt mit, weil sie sich an Pollys Haaren festhält. Nach einem kurzen Aufenthalt in London, bei dem die Hexe ein Chaos anrichtet, besuchen sie mit Andrew Ketterley, Jadis, dem Kutscher Frank und dessen Pferd Goldapfel eine noch nicht erschaffene Welt und sind Zeugen der Erschaffung des Landes Narnia durch den Löwen Aslan. Digory hilft bei der Verbannung der bösen Hexe. 40 Jahre später, im Roman Der König von Narnia, ist Digory ein alter Professor, der die Pevensie-Kinder in sein Haus aufnimmt. Am Ende der Chroniken sterben Digory und Polly bei einem Zugunglück.
Andrew Ketterley hat im Roman Das Wunder von Narnia verschiedene Zauberringe unter Zuhilfenahme unirdischer Materie und unter Missachtung eines Testamentes geschaffen, mit denen man in den „Wald zwischen den Welten“ kommen kann, um von dort aus mit anderen Ringen in jede beliebige Welt und auch in die eigenen zurückzugelangen. Am Anfang seiner Experimente schickt er Meerschweinchen in diese andere Welt. Doch das reicht ihm nicht, da er erfahren will, wie diese andere Welt aussieht. Zunächst schickt er Polly durch einen Trick und hinter ihr Digory unter Erpressung dorthin, gelangt später selbst in den Wald und dann nach Narnia, wo er die Erschaffung des Landes durch Aslan selbst miterlebt und sich seine Spur verliert. Er repräsentiert im Roman den Typus des unerfahrenen Zauberers, der mit Mächten spielt, die er nicht versteht und nicht kontrollieren kann. Onkel Andrew taucht nur in Das Wunder von Narnia auf.

Frank ist Kutscher im London des späten 19. Jahrhunderts, Helen seine Frau. Er gelangt mittels der Ringe Onkel Andrews im Roman Das Wunder von Narnia zufällig in das Land Narnia, in das seine Frau Helena durch Aslan nachkommt. Beide werden auserwählt, für immer zu bleiben und zum ersten Königspaar Frank I. und Helena I. von Narnia ernannt und gekrönt zu werden. Sie und ihre Nachkommen regieren Narnia in der folgenden ersten Epoche des Landes sowie in einer Seitenlinie das später gegründete Land Archenland. Beide tauchen nur in Das Wunder von Narnia und später in Der letzte Kampf auf.

##### Die Pevensies
Peter (1927–1949) und Susan Pevensie (1928–unbekannt) sind die beiden älteren der vier Geschwister, die sich in den Romanen Der König von Narnia, Der Ritt nach Narnia und Prinz Kaspian von Narnia in Narnia aufhalten, als in der realen Welt gerade der Zweite Weltkrieg tobt.

Sie besiegen als ältere Kinder an der Schwelle zum Jugendlichen mit den jüngeren Geschwistern Edmund und Lucy die Weiße Hexe, die sich unrechtmäßig als Königin von Narnia bezeichnet und das Land seit 100 Jahren regiert. Nach Jadis’ Tod wird Peter Hochkönig von Narnia und erhält den Beinamen der Prächtige, Susan wird Königin mit dem Beinamen die Sanftmütige.

Sie regieren Narnia mit ihren Geschwistern fünfzehn Jahre lang. Während Peter in den Norden reist, um die Riesen nach Norden zu drängen, reist Susan mit ihrem jüngeren Bruder Edmund und dem Faun Tumnus nach Kalormen. Susan erwägt zunächst eine Hochzeit mit dem Thronfolger von Kalormen, Prinz Rabbadash, ändert aber ihre Pläne, als sie seinen wahren Charakter entdeckt. Sie fliehen aus Tashbaan, und Susan bleibt in Cair Paravel, während ihre jüngeren Geschwister den Überfall auf Archenland durch Kalormenen verhindern.

Beide kehren mit ihren Geschwistern in die reale Welt zurück und werden dadurch wieder Kinder, da in ihrer Welt die Zeit sehr viel langsamer vorangeschritten ist als in Narnia.
Bei ihrem zweiten Besuch in Narnia verhelfen sie Prinz Kaspian (später König Kaspian X. von Narnia) auf den Thron und kehren erneut nach England zurück. Peter vollendet seine Ausbildung mit Professor Digory Kirke als Tutor, und Susan reist mit ihren Eltern nach Amerika.
Susan wendet sich daraufhin von Narnia ab und gibt die Welt als „Kinderei“ aus. Sie ist die einzige der reisenden Kinder, die am Ende der Chronik auf der realen Welt verbleibt und dort erwachsen wird, da sie bei dem Zugunglück nicht gestorben ist. Was aus ihr geworden ist, wird nicht erzählt. Sie spielt in den Romanen zunehmend die Rolle des Kindes bzw. der Jugendlichen an der Schwelle zum Erwachsenwerden, das seine Kindheit krampfhaft versucht abzulegen und alles, was vorher geschah, verdrängt, um ihr Ziel zu erreichen.
Peter versucht in Der letzte Kampf noch, das Ende von Narnia durch die Entsendung von Eustachius und Jill zu verhindern, da er selbst nicht nach Narnia gehen kann. Er tritt in den Romanen, an denen er beteiligt ist, als kämpferischer Held auf und darf wegen seiner Treue zu Aslan am Ende in dessen Reich leben.
Edmund (1930–1949) und Lucy Pevensie (1932–1949) kommen ebenfalls mit ihren beiden Geschwistern nach Narnia und beteiligen sich am Sieg gegen Jadis und werden König und Königin des Landes Narnia. Edmund erhält den Beinamen der Gerechte, Lucy hingegen die Tapfere. Sie wehren den Angriff der Kalormenen ab und kehren ebenfalls nach England zurück. Bei ihrem zweiten Besuch in Narnia verhelfen sie mit ihren älteren Geschwistern Prinz Kaspian zum Thron. Im Gegensatz zu ihren älteren Geschwistern beteiligen sie sich bei einem dritten Besuch noch an dessen Expedition über das Östliche Meer, wo sie schließlich Aslan wiederbegegnen. Dieser erzählt auch ihnen, dass sie zu alt seien und nicht mehr nach Narnia gehen könnten.
Edmund ist zunächst ein irregeleitetes Kind, das der bösen Hexe Jadis aus falschem Verständnis hilft. Nach Erkennen seines Irrtums kämpft er an der Seite seiner Geschwister, um Narnia von ihrer Tyrannei zu befreien. Er stirbt wie Peter und Lucy bei dem verheerenden Zugunglück und kämpft in der letzten Schlacht von Narnia mit. Er darf als Belohnung mit seinen Geschwistern in Aslans Reich leben.
Lucy ist, als die jüngste der Geschwister, auch der Liebling Aslans und am empfänglichsten für magische Einflüsse. Auch ist sie es, die den Weg nach Narnia als erste der vier findet. Zusammen mit ihren Brüdern Peter und Edmund versucht sie in Die letzte Schlacht, den Untergang Narnias zu verhindern. Die drei gelangen nur durch die Tatsache, dass sie bei dem verheerenden Zugunglück sterben, ein letztes Mal nach Narnia und dürfen in Aslans Reich bleiben.

##### Eustachius Knilch und Jill Pole
Eustachius Knilch (1933–1949) ist der Cousin der Pevensie-Kinder. Er weiß viel über Wirtschaft und Politik und hält zunächst nichts von Phantasie und Märchen, bis er, Edmund und Lucy beim Betrachten eines  Schiffsgemäldes in ebenjenes hineinfallen. Er befindet sich auf einmal auf der „Morgenröte“ bei der Expedition des jungen Königs Kaspian X. über das östliche Meer. Er tut sich zunächst schwer mit dem einfachen Leben in Narnia, macht jedoch einen großen Lernprozess durch, da er unter anderem in einen Drachen verwandelt wird, und kehrt verändert in die reale Welt zurück.
Bei seinem zweiten Besuch in Narnia rettet er gemeinsam mit seiner Schulfreundin Jill Pole den Sohn Kaspians, Rilian, vor der grünen Hexe.
Beim dritten unterstützt er den letzten König Narnias, Tirian, bei seinem Abwehrkampf gegen den Affen Listig und die mit diesem verbündeten Kalormenen. Wie fast alle Reisenden stirbt er bei dem Zugunglück und bleibt in Aslans Reich.
Jill Pole (1933–1949) ist eine Freundin von Eustachius und geht auf dasselbe Internat wie er. Sie begleitete ihn, als er zum zweiten Mal nach Narnia kommt, um Kaspians Sohn von der grünen Hexe zu befreien.
Sie stirbt bei dem Zugunglück wie die anderen Reisenden. Dadurch gelangt sie nach Narnia. Zusammen mit Eustachius unterstützt sie den letzten König Narnias bei dessen Abwehrkampf gegen den Affen Listig und seine Verbündeten.
Nach Narnias Untergang lebt sie in Aslans Reich weiter.

#### Die Telmarer
In den Romanen wird nicht für alle Völker geklärt, woher die in Narnia lebenden Menschen stammen. Genauer charakterisiert werden aber die Völker, aus denen für die Romane wichtige Protagonisten oder wichtige Personen aus Narnias fiktiver Historie stammen. Die Telmarer sind ein europäisch wirkendes Volk, das ursprünglich ebenfalls aus der realen Welt stammt. Sie fallen von Westen nach Narnia ein und gründen ein Königtum, das bis zum Ende Narnias besteht. Wichtige telmarische Charaktere der Romane sind:
Kaspian X. ist ein Telmar und König von Narnia. Er ist der erste telmarische König, der mit den Sprechenden Tieren sowie den Fabelwesen Frieden schließt. Er wird auch Kaspian der Seefahrer genannt, da er mit Kapitän Drinian viele Inseln entdeckt (Die Reise auf der Morgenröte). Kaspian heiratet die Tochter Ramandus, des Sterns, den er auf der Insel des Sterns (Ramandus' Insel) kennenlernt. Sie wird Mutter des Sohnes Rilian (siehe unten).
Miraz ist der Onkel von Kaspian X. und hat dessen Vater, Kaspian IX. töten lassen. Nach dem Tod seiner Frau ergreift Miraz vorübergehend die Herrschaft über Narnia und versucht sie für seine eigenen Nachkommen zu sichern. Dank Peter, Susan, Edmund und Lucy kann jedoch Kaspian X. Miraz' Pläne durchkreuzen und selbst den Thron besteigen.
Rilian ist der Sohn von Kaspian X. und nach ihm König von Narnia. Nachdem er als Prinz hat zusehen müssen, wie seine Mutter von einer riesigen Schlange getötet wird, schwört er Rache. Doch auf seiner Suche nach der Schlange wird er von der grünen Hexe gefangen genommen und zehn Jahre in ihrem Königreich Unterland festgehalten, bis Eustachius, Jill und Trauerpfützler auftauchen und ihn retten. Er besiegt mit ihnen die grüne Hexe und wird König.
Er ist der erste König in der Linie der Telmarer, der nicht Kaspian genannt wird.
Tirian ist der letzte König von Narnia. Er wird von den Kalormenen gefangen genommen, als diese versuchen, Narnia zu erobern. Doch Jill und Eustachius können ihn befreien. Zusammen mit ihnen gelangt er in Aslans Reich und verbleibt dort.

#### Menschliche Urbewohner von Narnia und Archenland
Narnia und Archenland haben bereits vor der Einwanderung der Telmarer auch einige menschliche Bewohner. Woher diese genau stammen, ist nicht belegt, nur dass sie zum Teil von den ersten Königen abstammen müssen und nicht sehr zahlreich sind. Von den Telmarern wird diese Bevölkerung bis zur Zeit Kaspians X. völlig assimiliert, da sie in den Romanen zu dieser Zeit oder später nicht mehr erwähnt wird, obwohl diese oftmals im Land Narnia spielen.
Shasta ist ein Junge, der in Kalormen aufwächst, aber eigentlich archenländischer Abstammung ist, was er zunächst nicht weiß. Als er von seinem „Vater“ verkauft werden soll, flieht er mit dem sprechenden Pferd Bree. Auf seiner Reise nach Narnia, der Heimat Brees, begegnet er der Kalormenin Aravis und deren Stute Hwin, welche auch aus Narnia kommt und wie Bree als Fohlen entführt wurde. In Archenland erfährt Shasta, dass er der verlorene Sohn des Königs Lune von Archenland ist und eigentlich Cor heißt. Sein Bruder Corin, mit dem er in Tashbaan von König Edmund und Königin Susan von Narnia verwechselt wird, ist sein zwanzig Minuten jüngerer Zwillingsbruder. Später wird Shasta König, heiratet Aravis und bekommt mit ihr seinen Sohn Ram den Großen.

#### Die Kalormenen
Die Kalormenen sind ein südländisch wirkendes Volk, das von seiner Kultur orientalisch angehaucht ist (mehr dazu siehe oben unter dem Land Kalormen). Drei Kalormenen spielen Hauptrollen in Narnia-Romanen:
Rabadash ist Prinz von Kalormen, ältester Sohn des Tisroc, und versucht zunächst im Roman Der Ritt nach Narnia Archenland zu erobern. Sein eigentliches Ziel ist die Unterwerfung von Archenland und Narnia. Auch will er Königin Susan zur Frau, scheitert hierbei jedoch, als diese seinen wahren Charakter erkennt. Dank der Hilfe aus Narnia geht sein Plan nicht auf, und er wird mit seinem Heer in Archenland von den vereinigten Narnianen und Archenländern geschlagen. Rabadash kehrt nach Kalormen zurück und besteigt dort den Thron. Er wagt keinen weiteren Versuch zur Eroberung von Nachbarländern, denn ein Zauber Aslans würde ihn für immer in einen Esel verwandeln, sobald er seine Hauptstadt Tashbaan verlässt.
Aravis Tarkheena ist eine kalormenische Adelige (Tarkheena bedeutet Adel), die im Roman Der Ritt nach Narnia einen Tarkhan heiraten muss, der viel älter ist als sie und den sie hasst. Deshalb versucht sie mit ihrer sprechenden Stute Hwin nach Narnia zu fliehen. Auf dem Weg trifft sie Shasta. Am Anfang kann sie ihn nicht ausstehen, ihre Gefühle ändern sich jedoch. Sie bleibt nach ihrer geglückten Flucht bei ihm im Archenland, später heiraten sie und führen eine lebhafte, aber harmonische Ehe.
Aravis ist ein freiheitsliebender Charakter. Ihre Flucht aus Kalormen ist nicht nur eine vor einem ungeliebten Ehemann, sondern auch generell aus der totalen Bevormundung durch die Männer in der patriarchalischen kalormenischen Gesellschaft.
Lasaraleen Tarkheena ist eine kalormenische Adelige und Freundin von Aravis, die im Roman Der Ritt nach Narnia Aravis davor bewahrt, in Tashbaan entdeckt zu werden, und ihr somit hilft, nach Narnia zu fliehen.
Rishda Tarkaan ist die letzte namentlich genannte Figur aus Kalormen. Zusammen mit dem Affen Listig versucht er im Roman Der letzte Kampf, Narnia für den Tisroc zu unterwerfen, und malt sich eine rosige Zukunft als Statthalter aus. Er ist es auch, der den Aslan-Kult mit Tash vermengt, Aslan und Tash seien eins, und kreiert den neuen Namen „Tashlan“. Er selbst allerdings glaubt nicht an die Existenz der beiden, bis Listig von Tash „vernichtet“ wird, und versucht ab diesem Zeitpunkt, die Narnianen Tash zu opfern. Das ist allerdings bereits zu spät, und er wird kurz vor Ende der Welt ebenfalls von Tash in dessen Reich mitgenommen und für seinen Unglauben bestraft.
Emeth ist ein junger Tarkaan, der im Roman Der letzte Kampf als einziger Kalormene den Glauben an den Gott Tash nicht verliert und sich freiwillig, gegen den Plan Rishdas und Rothaars, meldet, in den Stall zu gehen, worin sich Tashlan befinden soll. Aslan begegnet ihm daraufhin und rechnet ihm alle seine Taten und Bestrebungen für Tash an, als hätte Emeth es für ihn getan und nimmt ihn in sein Land auf.

### Götter
Narnia ist eine dualistisch geordnete Welt mit Aslan an der Spitze der guten und dem kalormenischen Gott Tash an derjenigen der bösen Seite. Auf der guten Seite werden verschiedene Naturgottheiten und Götter griechischen Ursprungs (zum Beispiel Bacchus) als Bewohner Narnias erwähnt, deren Stellung jedoch offenbar weniger mit der Aslans, sondern mit der der mythologischen Bewohner (siehe unten) vergleichbar ist.
Aslan ist der Sohn des Königs hinter dem Meer, der Schöpfer, höchster König und Zerstörer von Narnia und erscheint in der Gestalt eines riesigen Löwen, aber auch in Gestalt anderer Tiere, wie zum Beispiel einer Katze in Der Ritt nach Narnia. Der Name Aslan ist türkisch und bedeutet Löwe. Er stellt in den Chroniken von Narnia eine Allegorie zu Jesus Christus dar.
Tash ist der Gott der Kalormenen. Er wird als Wesen mit vier Armen und einem Raubvogelkopf dargestellt. Im Gegensatz zu Aslan gilt er als schrecklich und böse. Er ist Aslans Gegenspieler, tritt jedoch in den Romanen nicht so stark in Erscheinung, da die „böse“ Seite wechselnd von anderen Zauberwesen angeführt wird.

### Sprechende Tiere
Ähnlich zur Märchenwelt gibt es auch in Narnia sprechende Tiere. Sie leben fast ausschließlich im Land Narnia und sind auch im Archenland bekannt. Sie sind intelligente Lebewesen, behalten jedoch ähnlich wie Tiere in Märchen oder Fabeln die charakteristischen oder fabelhaften Eigenschaften ihrer Art. Sie sind von gewöhnlichen Tieren durch einen größeren Wuchs und intelligenteren Gesichtsausdruck unterscheidbar. Trotz ihrer Intelligenz zweifeln sie den Herrschaftsanspruch der Menschen im Land Narnia nie an. Sprechende Tiere werden im alten Narnia bis zur Telmarischen Invasion sowie ab der Herrschaft Kaspians X. weder gejagt noch verzehrt und gelten in diesen Epochen als den Menschen gleichwertige Wesen. Alle in den Romanen vorkommenden sprechenden Tiere sind Säugetiere, Vögel oder Reptilien; sprechende Fische oder niedere Tiere kommen nicht vor. In den Geschichten spielen folgende Sprechenden Tiere Hauptrollen:

#### Goldapfel/Flügelpfeil
Das ehemalige Kutschpferd Goldapfel ist das Pferd des Kutschers Frank (später König Frank I. von Narnia) und stammt wie Frank ursprünglich aus der realen Welt. Als es im Roman Das Wunder von Narnia mit den anderen Protagonisten der Schöpfung Narnias durch Aslan beiwohnt, wird es von Aslan zu einem der ersten beiden sprechenden Pferde Narnias gemacht. Um Digory dabei zu helfen, in Aslans Auftrag in die wilden Länder des Westens zu reisen – wofür eine enorm hohe Steilwand überwunden und eine große Distanz zurückgelegt werden muss (vergleiche oben die wilden Lande des Westens) –, verwandelt Aslan Goldapfel in das erste geflügelte Pferd Narnias, indem er ihm ein Paar gewaltige, kupferfarbene Flügel wachsen lässt, und macht es zum Ahnen aller fliegenden Rösser, woraufhin Goldapfel nur noch Flügelpfeil genannt wird. Außer in Das Wunder von Narnia taucht Flügelpfeil nur noch einmal zum Ende des Romans Der letzte Kampf auf, wo noch einmal nahezu alle Protagonisten aller sieben Chroniken von Narnia (mit Ausnahme von Königin Susan und dem Moorwackler Trauerpfützler) aufeinandertreffen.

#### Bree und Hwin
Bree und Hwin sind sprechende Pferde (Hengst und Stute). Sie werden als Fohlen aus Narnia entführt und kehren im Roman Der Ritt nach Narnia mit den Kindern Shasta und Aravis nach Narnia zurück. Bree ist ein Streitross, Hwin eine edle Stute. Beide müssen sich in ihrer Zeit in Kalormen verstellen, da Sprechende Tiere dort nicht bekannt sind.

#### Listig und Wirrkopf
Listig ist ein Affe. Er ist sehr alt und intelligent. Er verkleidet im Roman Der letzte Kampf seinen Freund, den sprechenden Esel Wirrkopf, als Aslan und übernimmt so die Kontrolle über Narnia. Im Bund mit den Kalormenen unterwirft er die dortigen Bewohner und leitet so den Untergang des Landes Narnia ein. Wirrkopf ist sehr gutmütig und naiv. Im Gegensatz zu Listig wird ihm sein Vergehen vom echten Aslan vergeben.

#### Riepischiep
Riepischiep (männlich) ist eine große, aufrecht gehende Maus (30 Zentimeter) und mit einem Degen bewaffnet. Auch er gehört den sprechenden Tieren an. Er begegnet dem Leser in der Geschichte Prinz Kaspian von Narnia, wo er seinen Mut und seine Loyalität unter Beweis stellt. Später ist er ein Teilnehmer an der Reise Kaspians auf seinem Schiff „Morgenröte“. Riepischiep ist sehr couragiert und erklärt sich bereit, zur Aufhebung des Schlafzaubers über die drei Lords auf Ramandus' Insel an das östlichste Ende der Welt zu fahren, um von dort in Aslans Land zu gelangen. Denn nur dadurch, dass einer der Schiffsmannschaft ans östlichste Ende der Welt segelt, wird der Zauberbann, der die drei Lords in einen ewigen Schlaf sandte, gebrochen werden. Er bewerkstelligt das, indem er auf der „Morgenröte“, dann in deren Beiboot erst dem östlichen Ende der Welt so nahe wie möglich kommt, den Rest der Reise ans östliche Ende der Welt in ihrem Weidenboot unternimmt und dort in Aslans Welt entrückt wird.

### Mythische Zauberwesen
Lewis entleiht aus zahlreichen Mythologien Zauberwesen und macht sie Teil seiner Welt. Nahezu alle diese Wesen leben im Land Narnia und bilden dort, neben Menschen und sprechenden Tieren, die Bevölkerung. Von den sprechenden Tieren unterscheiden sie sich oft durch eine herausragende Stellung innerhalb der Gesellschaft bis hin zur Führungsposition. Im Einzelnen kommen in den Narnia-Romanen folgende mythologische Gestalten vor (Bezeichnung wie in den Romanen): Hexe, Zentaur, Faun, Einhorn, Pegasus, Zwerg, Nymphe, Riese, Werwolf, Ghul, Minotaurus, Incubus, Oger. Manche Arten sind ausschließlich gut oder böse, andere schwanken oder kommen in sowohl guten als auch bösen Untergruppen vor.
Zu den guten Figuren gehört im ersten Roman insbesondere der Weihnachtsmann, der mit seiner magischen Kraft aus einem großen Sack verschiedene Gegenstände holt, die den Pevensie-Kindern entscheidend in ihrem Kampf gegen Jadis, die Weiße Hexe, helfen.

#### Zwerge und Riesen
Eine Sonderrolle innerhalb der mythologischen Gestalten auf Narnia bilden die Zwerge, die sehr zahlreich sind und in zwei Arten (Rotzwerge, rotes Haar, meist gutmütig und Schwarzzwerge, schwarzes Haar, oft zwielichtig) vorkommen. Sie entsprechen vom Erscheinungsbild Zwergen aus Märchen, vermischen sich jedoch auch mit Menschen (die Nachkommen sind Halbzwerge). Die Zwerge bleiben am Ende von Narnia abseits von der Auseinandersetzung von Gut gegen Böse.
Der Rotzwerg Trumpkin spielt in den Romanen unter den Zwergen die größte Hauptrolle. Er hilft Prinz Kaspian beim Sturz von Miraz. Er wird Kaspians Freund, Berater und stellvertretender Herrscher über Narnia.
Eine ähnliche Rolle (teils gut, teils böse, allerdings in größerer Anzahl böse) wie die Zwerge spielen die Riesen, die zum größeren Teil nicht im Land Narnia, sondern in zwei Volksgruppen in den Wilden Landen des Nordens leben. Nur einige „gute“ Riesen leben im Land Narnia selbst.

#### Hexen
Hexen tauchen in den Narnia-Romanen immer wieder auf der „bösen“ Seite auf, oft als Führerfiguren. Hauptrollen spielen hierbei in den Romanen Das Wunder von Narnia und Der König von Narnia die Hexe Jadis und im Roman Der silberne Sessel die Grüne Hexe.
Jadis, die Weiße Hexe, ist eine große, mächtige Frau von übernatürlicher Schönheit und immenser Kraft. Sie regiert zunächst das Königreich Charn als Tochter des Königs. Doch sie zerstört es durch das Unaussprechliche Wort, das alles Leben außer dem desjenigen, der es aussprach, vernichtet. Neunhundert Jahre später erobert sie Narnia und bringt den ewigen Winter über das Land. Doch mit den vier aus unserer Welt kommenden Geschwistern Peter, Susan, Edmund und Lucy Pevensie kehrt der Frühling zurück und schließlich auch das Ende der Tyrannei. Die Weiße Hexe wird von Aslan in der Ersten Schlacht von Beruna getötet. Jadis ist französisch für „vergangenes Jahr“; Lewis entnahm den Begriff einer Ballade von François Villon, Ballade des dames du temps jadis, in deren dritter Strophe eine Weiße Königin erwähnt wird.
Die Grüne Hexe ist eine Hexe von derselben Art wie Jadis. Sie herrscht über ein unterirdisches Reich namens Unterland und kann sich in eine riesige Schlange verwandeln. In dieser Gestalt tötet sie Rilians Mutter. Als dieser aus Rache nach der Schlange sucht, entführt sie ihn und hält ihn zehn Jahre gefangen. Doch dann tauchen Eustachius, Jill und Trauerpfützler auf, um Rilian zu retten. Dieser schlägt der Grünen Hexe (in Gestalt der Schlange) den Kopf ab.

#### Tumnus
Herr Tumnus ist ein Faun und der Freund von Lucy Pevensie. Bei ihrer ersten Begegnung soll er sie der Hexe Jadis ausliefern, was er aber letztendlich nicht tut. Daraufhin wird er verhaftet und von der Weißen Hexe versteinert. Aslan erlöst ihn und die anderen Wesen aus dem Schloss der Hexe, indem er sie anhaucht.
Als Peter, Susan, Edmund und Lucy Könige und Königinnen von Narnia werden, wird Herr Tumnus ihr persönlicher Berater. Er ist auch derjenige, der Susan und Edmund auf ihrer Reise nach Kalormen begleitet und ihnen von der Rückkehr des Weißen Hirsches erzählt.

#### Trauerpfützler
Trauerpfützler (in späteren Übersetzungen auch Puddelglum der Marschwiggel) ist ein pessimistischer Moorwackler, der Jill und Eustachius auf der Suche nach Prinz Rilian begleitet. Ein Moorwackler ist eine mythische, dem Menschen sehr ähnliche Gestalt mit langem, dürren Körperbau, angepasst an das Leben im Sumpf. Moorwackler sind eine eigene Erfindung von Lewis und nicht aus Volksmythen übernommen.

## Sprache und Schrift
Die Bewohner der Welt Narnias sprechen eine gemeinsame Sprache. Auf den Illustrationen zu den Originalbüchern sind die Schriftstücke in einer altertümlichen Form der normalen lateinischen Schriftzeichen abgebildet. Da in den Chroniken berichtet wird, die ersten Menschen in der Welt Narnia seien Engländer (und daher der lateinischen Schrift mächtig) gewesen, ist dies zwar plausibel, dennoch unterscheidet sich das Werk Lewis’ hier fundamental vom komplexen Schrift- und Sprachsystem seines Kollegen und Bekannten Tolkien.

## Ausgaben
- Die Chroniken von Narnia Band 1 – Das Wunder von Narnia ISBN 978-3-8000-5264-6
- Die Chroniken von Narnia Band 2 – Der König von Narnia ISBN 978-3-8000-5168-7
- Die Chroniken von Narnia Band 3 – Der Ritt nach Narnia ISBN 978-3-8000-5265-3
- Die Chroniken von Narnia Band 4 – Prinz Kaspian von Narnia ISBN 978-3-86506-084-6
- Die Chroniken von Narnia Band 5 – Die Reise auf der Morgenröte ISBN 978-3-8000-5349-0
- Die Chroniken von Narnia Band 6 – Der Silberne Sessel ISBN 978-3-86506-086-0
- Die Chroniken von Narnia Band 7 – Der letzte Kampf ISBN 978-3-8000-5380-3
- Die Chroniken von Narnia (gebundene Gesamtausgabe) ISBN 3-8000-5186-9